# Melitaea didyma
Melitaea didyma (Esper, 1778) è un lepidottero appartenente alla famiglia Nymphalidae, diffuso in Eurasia e Nordafrica.

## Descrizione
Melitaea didyma è una farfalla di medie dimensioni con un'apertura alare che raggiunge i 35-50 millimetri. La parte superiore delle ali è di un marrone-arancio brillante con segni in marrone scuro disposti in file, che sono abbastanza variabili in quantità e dimensioni. A volte nelle femmine il colore è un arancio più opaco, sfumato di grigio-verde. La parte inferiore delle ali è di colore giallo pallido a scacchi e arancione chiaro. Questa farfalla vola da marzo a ottobre.

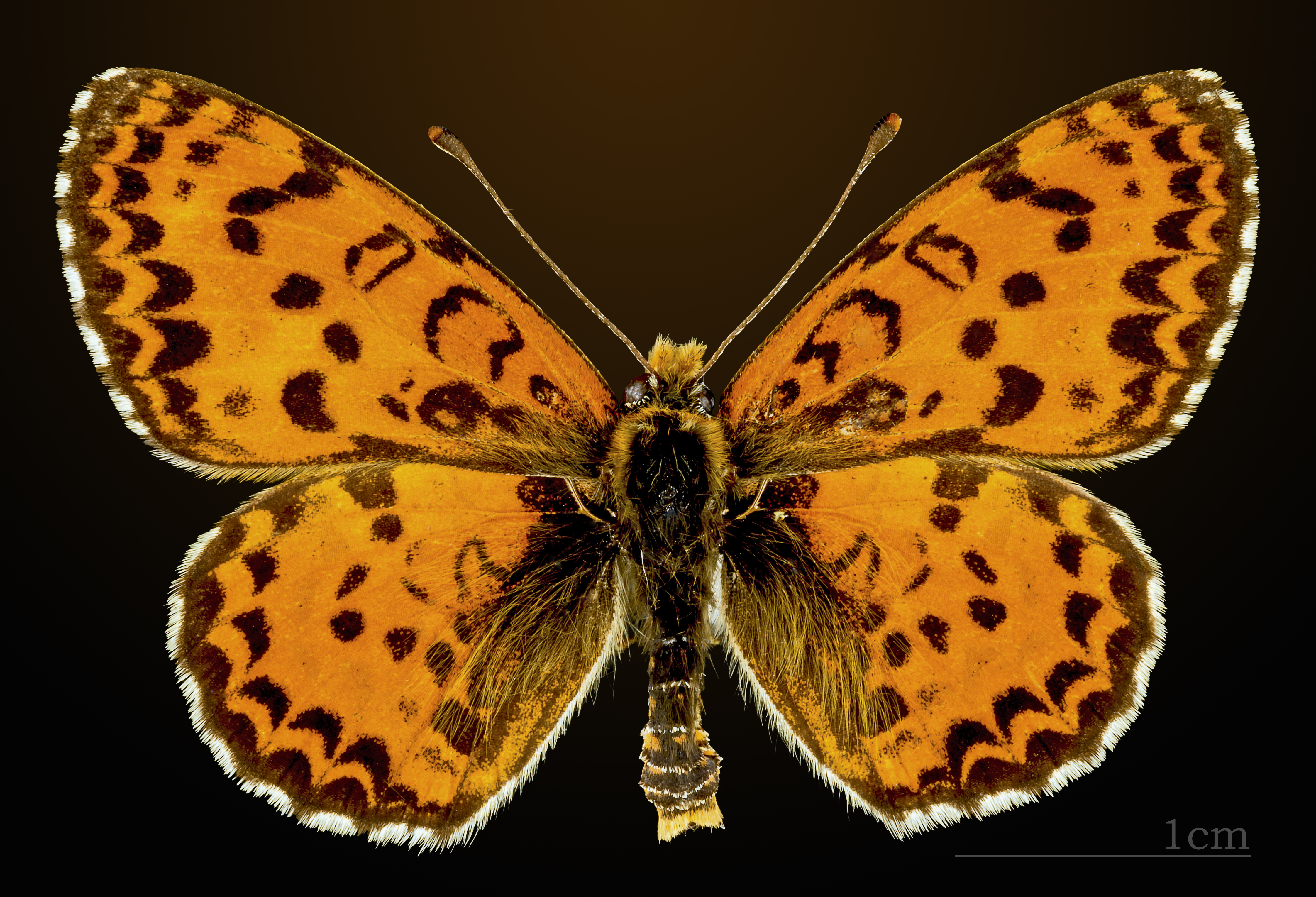
Melitaea didyma didyma ♂
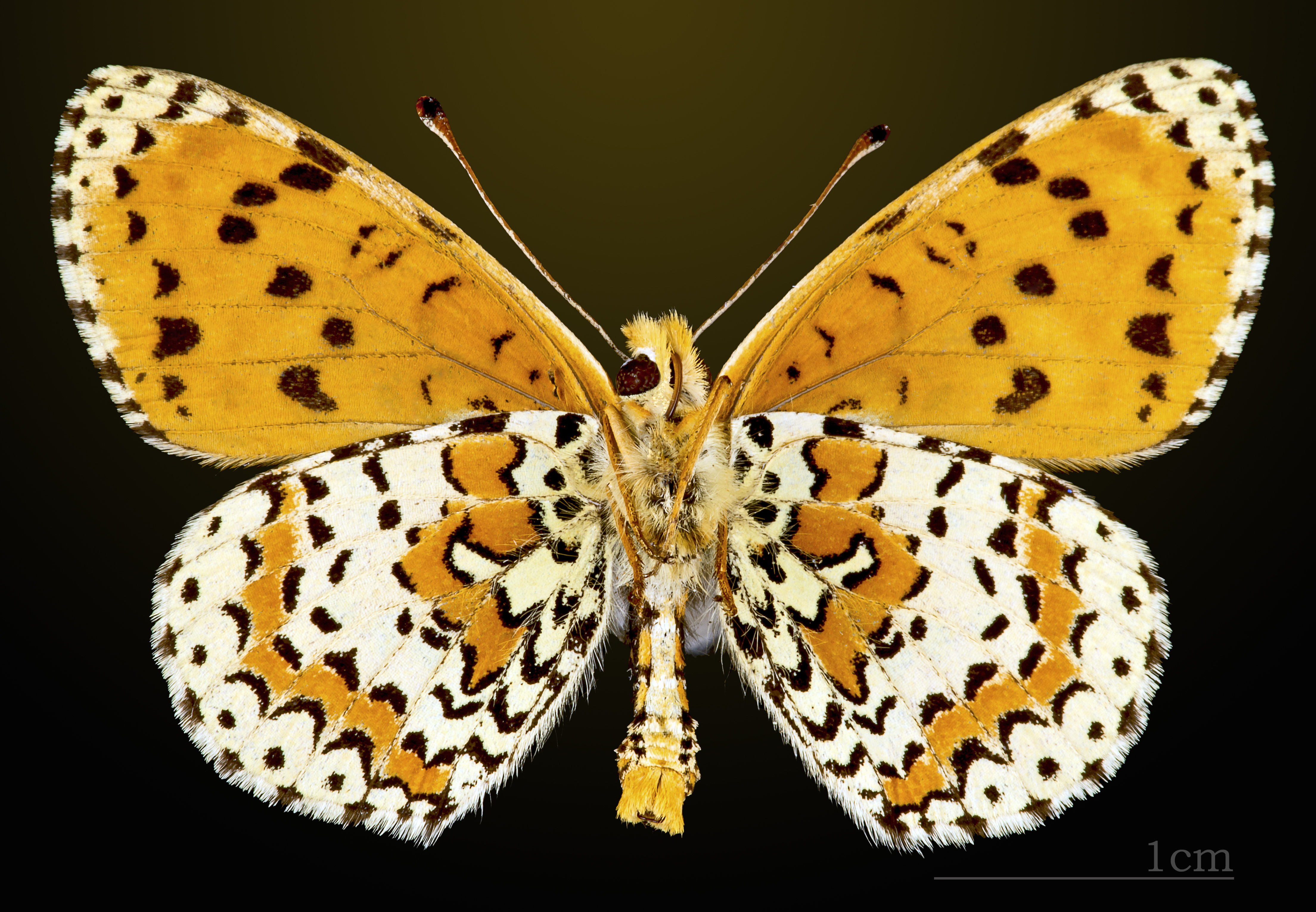
Melitaea didyma didyma ♂   △
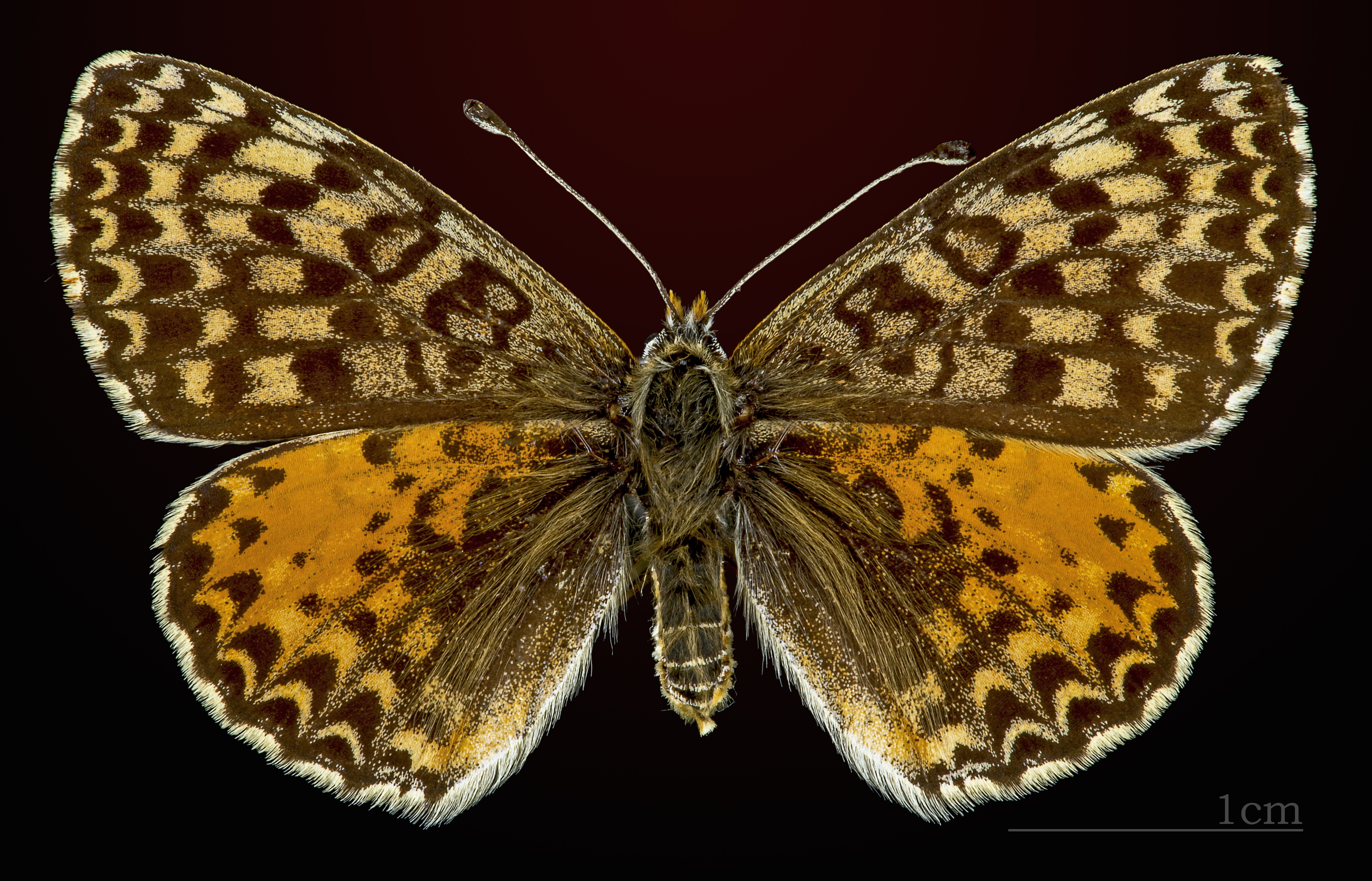
Melitaea didyma didyma ♂
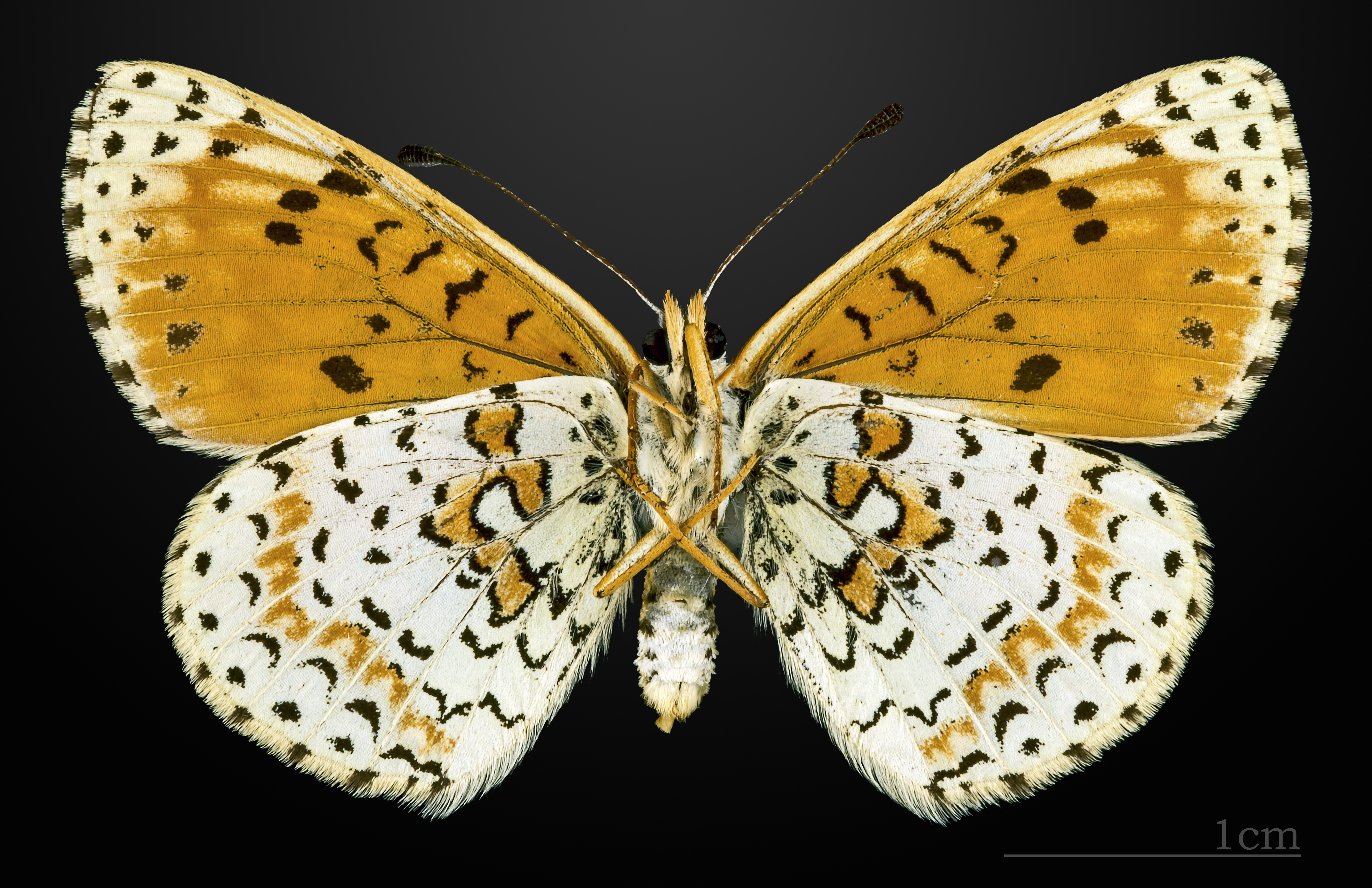
Melitaea didyma didyma ♂   △

## Biologia
Le larve si nutrono di varie piante, tra cui Linaria spp., Plantago lanceolata, Centaurea jacea e Digitalis purpurea.

## Tassonomia

### Sottospecie
- Melitaea didyma didyma (Esper 1778)
- Melitaea didyma ambra Higgins, 1941
- Melitaea didyma elavar Fruhstorfer, 1917
- Melitaea didyma kirgisica Bryk, 1940
- Melitaea didyma neera Fischer de Waldheim, 1840
- Melitaea didyma occidentalis Staudinger, 1861
- Melitaea didyma turkestanica Sheljuzhko, 1929

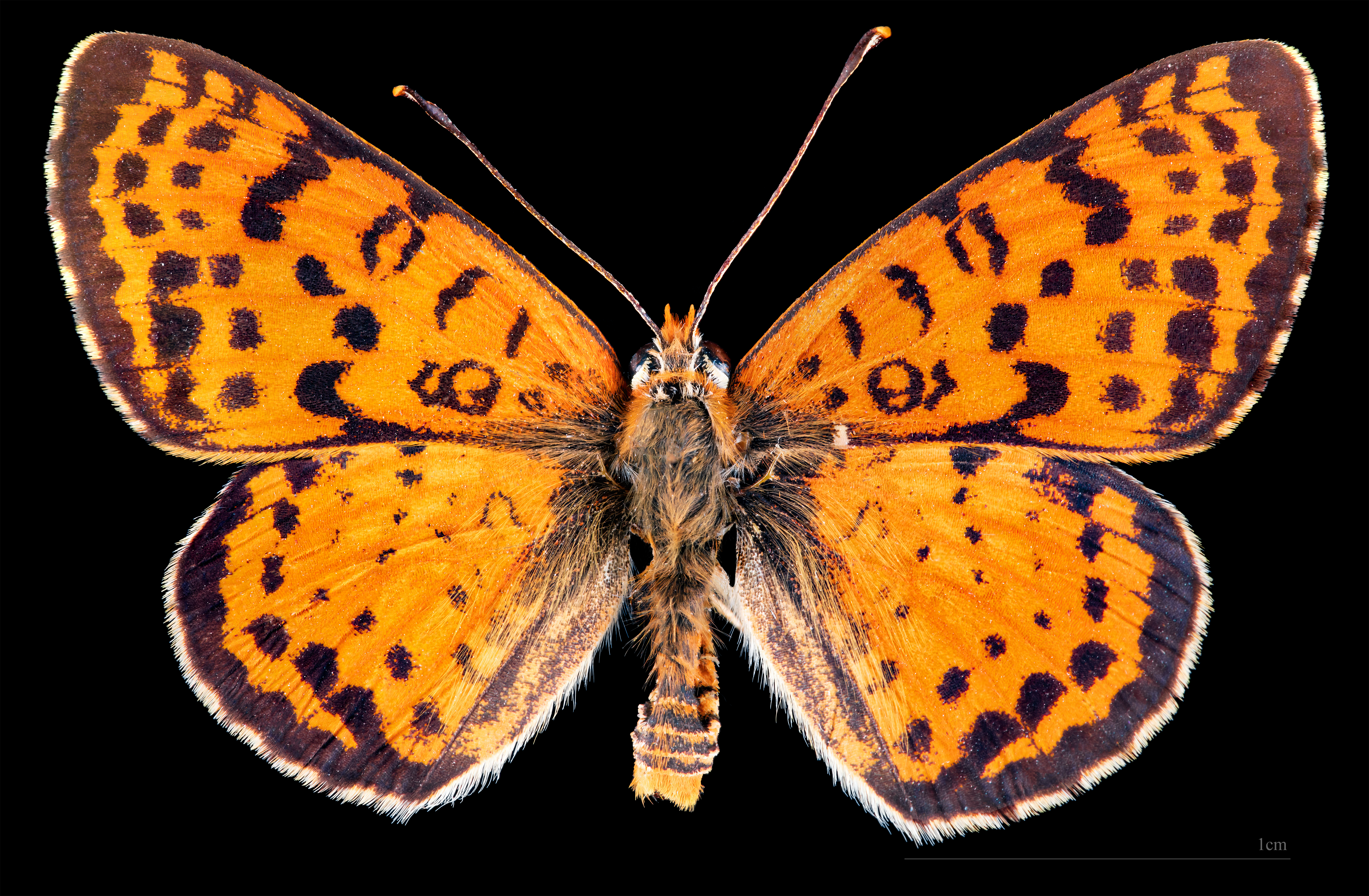
Melitaea didyma occidentalis ♂
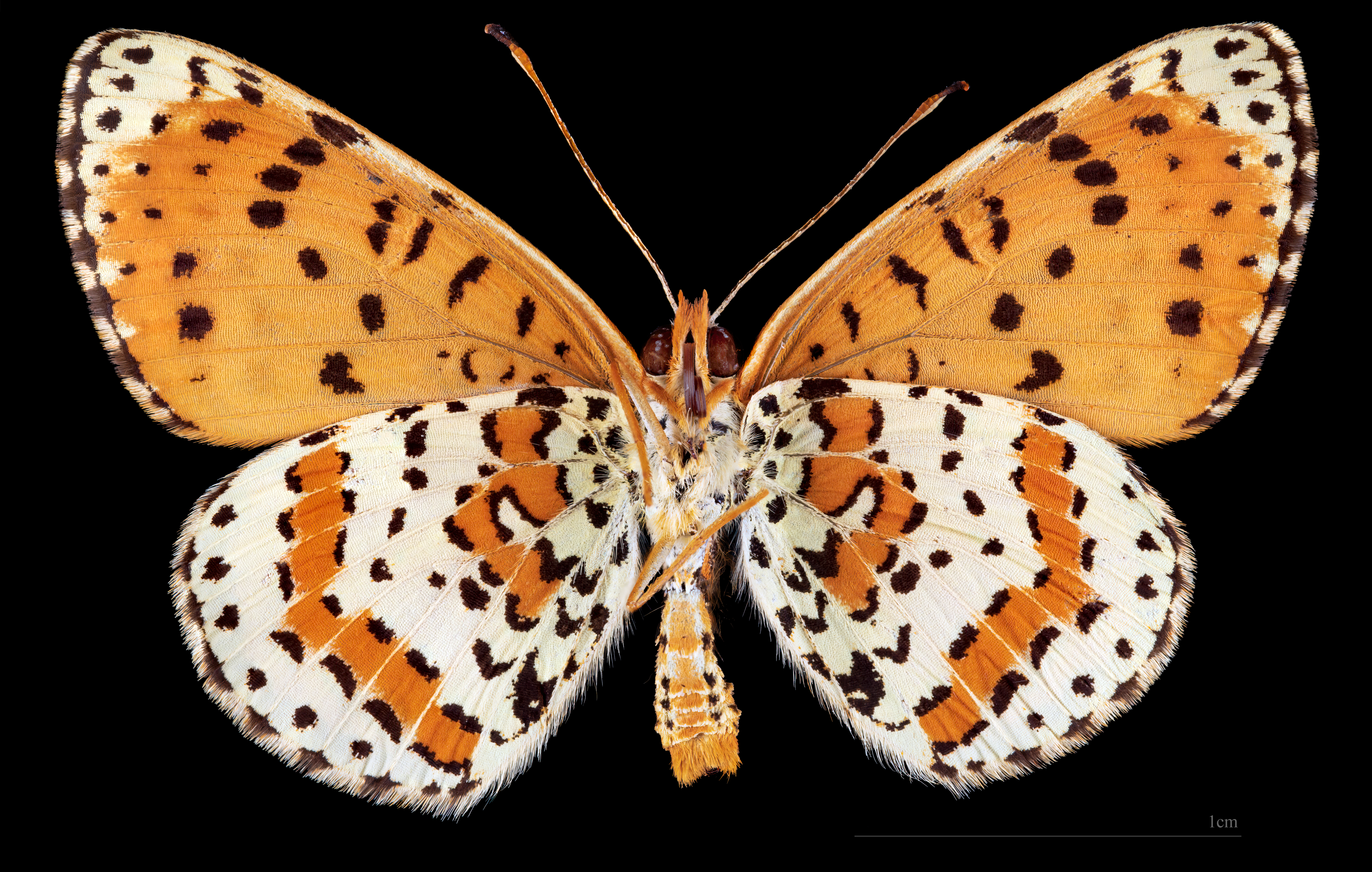
Melitaea didyma occidentalis ♂  △
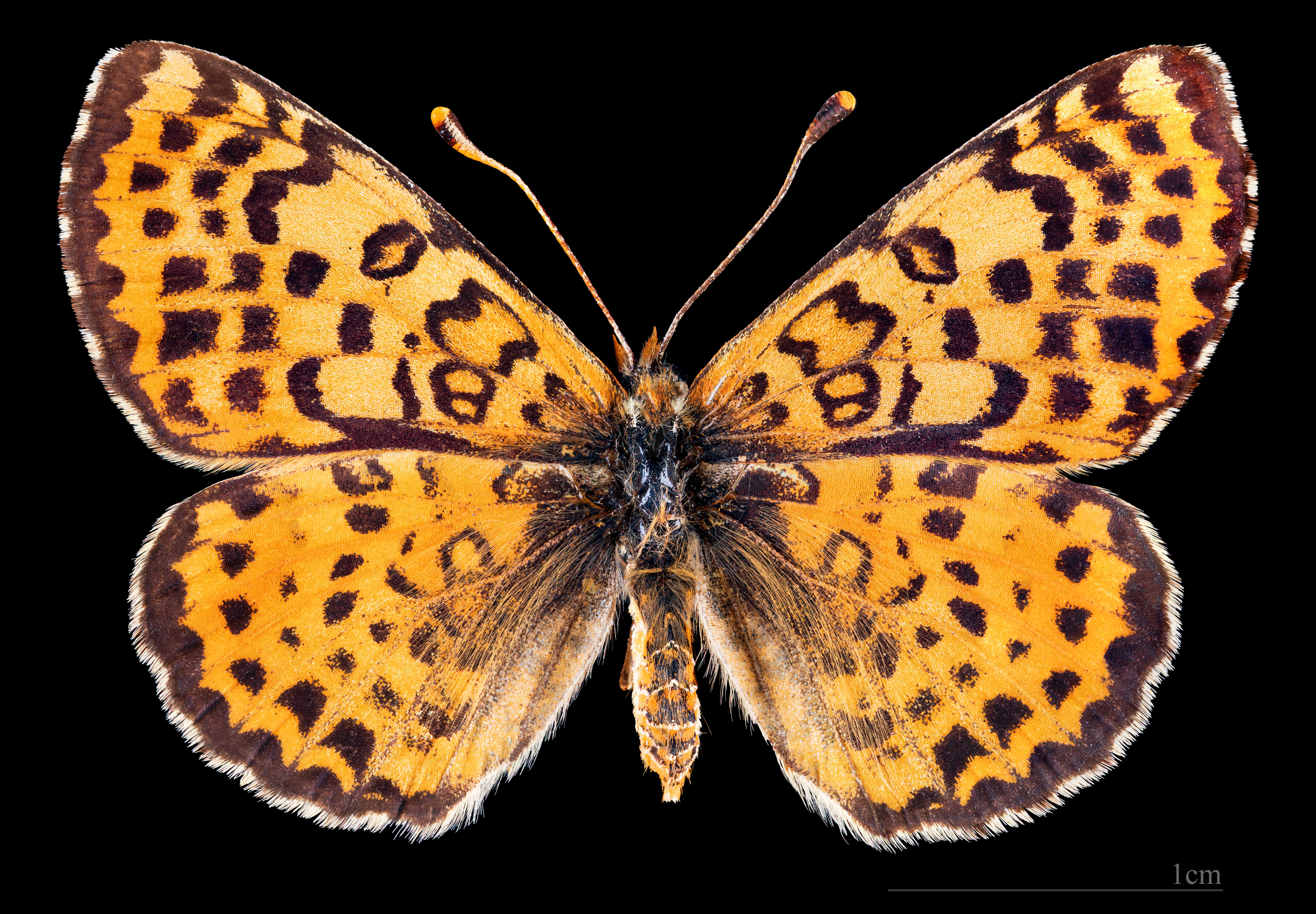
Melitaea didyma occidentalis ♀
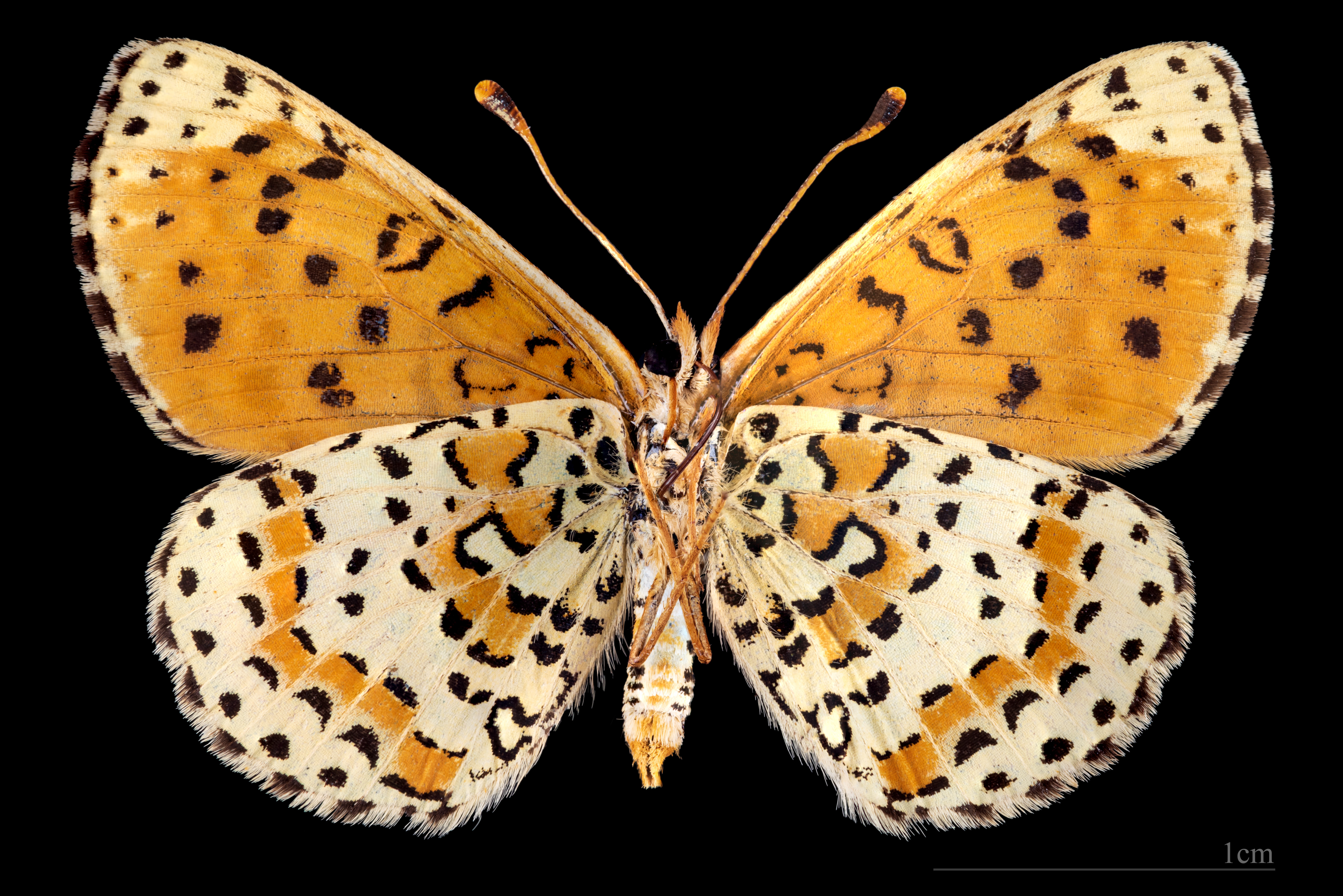
Melitaea didyma occidentalis ♀ △